# Hans-Peter Thomas
Hans-Peter Thomas (* 16. Januar 1936 in Magdeburg; † 13. März 2018 ebenda) war ein deutscher Boxtrainer und ehemaliger Amateurboxer.
Thomas gehörte zu den besten Amateurboxtrainern der Welt. Während seiner Trainerlaufbahn führte und betreute Hans-Peter Thomas 162 Teilnehmer bei Kontinental- und Weltmeisterschaften sowie kontinentalen und Olympischen Spielen. Diese Athleten erkämpften insgesamt 15 Gold-, 25 Silber- und 40 Bronzemedaillen.

## Amateur und Trainerkarriere
Hans-Peter Thomas war von seiner Jugend an mit dem Boxsport verbunden. In seiner 10-jährigen aktiven Boxerlaufbahn zwischen 1949 und 1959 trug er insgesamt 180 Wettkämpfe aus und siegte dabei in 139 Amateurkämpfen. Von seinen 40 internationalen Gefechten gestaltete er 32 siegreich, einige davon auch in der Nationalmannschaft der DDR. Herausragend dabei war sein Sieg gegen den sowjetischen Olympiasieger von 1956 und dreifachen Europameister Wladimir „Wolodja“ Nikolajewitsch Jengibarjan.
Nach Abschluss des Sportstudiums mit Staatsexamen war er mit praktischen Fertigkeiten und Fähigkeiten sowie trainingsmethodischen Kenntnissen für seine Trainerlaufbahn gerüstet, welche 1959 begann.
In den Jahren 1960 bis 1964 gelang es Hans-Peter Thomas, dass sich der SC Aufbau Magdeburg zum besten Sportclub der DDR mit Jugend/Junioren-Abteilung des Deutschen Boxverbandes der DDR (DBV) entwickelte.
1964 wurde Hans-Peter Thomas von DBV zum Cheftrainer des „Experimental-Lehrganges“ beim ASK Berlin berufen. Am 1. September 1965 übernahm Hans-Peter Thomas als Verbandstrainer des DBV der DDR die Verantwortung für die Nachwuchsentwicklung und für die Fortschritte der Juniorennationalmannschaft. Nach langer und harter Arbeit hatte er eine sehr erfolgreiche Nationalmannschaft der Junioren aufgebaut, deren einzelne Mitglieder später zu weltbekannten Boxern heranwuchsen.
Hans-Peter Thomas wurde 1970 zum Cheftrainer der Föderation und der Nationalmannschaft der DDR berufen. Er übte diese Tätigkeit bis zum 31. März 1978 aus. In dieser arbeitsreichen aber auch erfolgreichen Zeit konnten die von ihm betreuten Boxer beachtliche Ergebnisse erzielen: In 74 Länderkämpfen (30 in der DDR, 44 im Ausland) gegen 21 Länder in Europa, Afrika und Amerika wurden 52 Mannschaftssiege und 5 Remis bei 17 Niederlagen erreicht. In 32 internationalen Turnieren in der DDR und im Ausland, an denen er teilnahm und die Sportler führte, gewannen sie 121 Finalplätze und davon 56 Turniersiege sowie 65 Silbermedaillen.
Bei 4 Europameisterschaften von 1971 bis 1977 errang die Boxnationalmannschaft der DDR insgesamt 4 Titel, 10 Silber- und 6 Bronzemedaillen sowie 2., 3. und 4. Plätze in der Nationenwertung der teilnehmenden 27 Länder. Bei den 1. Amateur-Boxweltmeisterschaften in Havanna/Cuba errangen sie 3× Bronze und den 3. Platz in der Nationenwertung.
Bei den Olympischen Spielen 1972 in München konnte Hans-Peter Thomas Peter Tiepold zur Bronzemedaille, 1976 in Montreal/Canada Jochen Bachfeld zum Olympiasieg und Richard Novakowski zur Silbermedaille führen. Die Mannschaft belegte den 3. Platz in der Nationenwertung. Als Verbandstrainer konnte Hans-Peter Thomas die Entwicklung international bekannter Amateurboxer wie die Europameister Ottomar Sachse, Ulrich Beyer, Stefan Förster, Richard Novakowski sowie Vizeeuropameister Bernd Wittenburg, Jürgen Fanghänel, Karl-Heinz Krüger und Christian Zornow maßgeblich beeinflussen.
Als Vorsitzender der Nachwuchskommission (1965–1970) und des Trainerrates des Boxverbandes der DDR (1970–1978) war Hans-Peter Thomas verantwortlich für die Ausarbeitung der trainingsmethodischen Konzeptionen dieser Jahre. Unter seiner Leitung wurden 45 praktische und theoretische Ausbildungslehrgänge für Trainer und Übungsleiter aller Kategorien in den Bezirken und den Sportclubs der DDR durchgeführt. Mehrere Jahre war er verantwortlich für die trainingsmethodische und boxpraktische Ausbildung von Studenten der DHfK Leipzig (Deutsche Hochschule für Körperkultur) Außenstelle Magdeburg (3 Jahre), der Pädagogischen Hochschule Potsdam (2 Jahre) und der Pädagogischen Hochschule Magdeburg (2 Jahre). Hans-Peter Thomas unterstütze in den Jahren 1979 und 1980 mit theoretischen und praktischen Lektionen die DHfK-Abteilung „Kampfsport“ bei der Durchführung von Lehrgängen für Entwicklungsländer. Als Verbandstrainer wurde Hans-Peter Thomas mit der Leitung und Durchführung von 80 Ausbildungs- und Vorbereitungslehrgängen für Sportler in der DDR und im Ausland (4× UdSSR, 1× Kuba, 5× Ungarn, 6× Bulgarien, 1× Algerien, 3× Polen und 2× in Rumänien) beauftragt. 1974 und 1982 wurde Hans-Peter Thomas von der Leitung des DTSB mit der Durchführung von Trainerlehrgängen in Uganda (36 Teilnehmer aus 21 Ländern Afrikas) und in den Niederlanden beauftragt. Diese Erfahrungen sollten seine spätere berufliche Zukunft entscheidend beeinflussen.
Vom 1. April 1978 bis zum 30. April 1986 war Hans-Peter Thomas Trainer und Cheftrainer des TSC Berlin. In dieser Zeit gelang es ihm die Sportler Herbert Bauch zum Bronzemedaillengewinner der Olympischen Spiele 1980 in Moskau, Werner Kohler zum Vizeeuropameister 1978 in Köln und Manfred Trauten zum Drittplatzierten der Europameisterschaften zu entwickeln. 1985 bereitete Hans-Peter Thomas die Nationalmannschaften aus Sambia und Kamerun auf die Meisterschaften Zentralafrikas vor.
Am 1. Mai 1986 berief der Deutsche Turn und Sportbund der DDR (DTSB) Hans-Peter Thomas zum Auslandstrainer. Der DTSB entsandte Hans-Peter Thomas 1986 nach Pakistan zur Vorbereitung der Nationalmannschaft und deren Teilnahme an den Asienspielen in Seoul/Korea. Der damalige Präsident Pakistans Mohammed Zia-Ul-Haq und der spätere Präsident der International Boxing Association (IBA), Prof. Anwar Chowdhry würdigten seine erfolgreiche Arbeit. Nach seiner Rückkehr aus Pakistan arbeitete Hans-Peter Thomas für das neue AIBA-Office in Berlin unter der Leitung des Generalsekretärs Karl-Heinz Wehr. Hans-Peter Thomas verfasste ein umfangreiches Lehrbuch für die AIBA zur Gestaltung der methodischen Anleitung in den Lehrgängen der „Olympischen Solidarität“, um das „Olympische Boxen“ für alle Mitgliedsländer der AIBA wirksam zu machen. Das Lehrbuch wurde in Englisch verfasst und dann ins Französische und Spanische übersetzt. Es folgten 2 Einsätze für die AIBA im Sinne der Olympischen Solidarität in Niamey/Niger und Kinshasa/Kongo(ehem.Zaire).
1988 bereitete Hans-Peter Thomas die Sportler des Boxverbandes Kuwaits auf die Olympischen Spiele in Seoul/Korea vor. Es folgte ein rund 2½ Jahre langer Einsatz als Nationaltrainer Kuwaits, welcher im August 1990 durch den Überfall der irakischen Armee auf Kuwait beendet wurde. Hans-Peter Thomas saß für 100 Tage in Bagdad fest und durfte den Irak nicht verlassen. Auch der AIBA gelang es trotz vieler Versuche nicht, ihn über das Nationale Olympische Komitee und den Boxverband Iraks zu befreien. Erst der ehemalige deutsche Bundeskanzler Willy Brand holte -kurz vor Kriegsbeginn- 177 Geiseln (davon 126 deutsche Staatsangehörige), darunter Hans-Peter Thomas, aus den Fängen des irakischen Diktators Saddam Hussain.
Nach der Rückkehr in Deutschland und der Auflösung des DTSB in Folge der Deutschen Wiedervereinigung, folgten im Jahr 1991 weitere Entsendungen durch die AIBA nach Neuseeland und Sri Lanka. Hans-Peter Thomas bereitete die Nationalmannschaft Sri Lankas auf die South-Asia-Federation-Games vor. Mit 3 Gold-, 2 Silber- und 5 Bronzemedaillen wurden die Leistungserwartungen bei weitem übertroffen. Aufmerksam geworden durch diese Erfolge, folgte 1992 die Vorbereitung auf und anschließend die Führung der Nationalmannschaft Tunesiens bei ihrer Teilnahme an den Olympischen Spielen in Barcelona.
Im Jahr 1994 erstellte Hans-Peter Thomas für die International Amateur Boxing Association (AIBA) den Video-Lehrfilm „Olympic-Style Boxing Nowadays“. Der englischsprachige Lehrfilm, welcher speziell für die Boxverbände der „Dritten Welt“ gedacht war, stellt die Ausbildung des „Olympischen Boxens“ vom Anfänger bis zum Gewinner von Olympiamedaillen dar. Das Lehrvideo machte die Verbände mit den fortgeschrittenen Trainingsmethoden bekannt und half bei der Entwicklung des Olympischen Boxens.
Nach weiteren Lehrgängen in Pakistan, Albanien, Fiji und Malawi in den Jahren 1992 bis 1994, folgte im Juli 1995 eine Aus- und Weiterbildung von Trainern in Taichung / Taiwan. Nach dem erfolgreichen Abschluss der Weiterbildung fragte das Nationale Olympische Komitee und Chinese Taipei Amateur Boxing Association (CTABA) Hans-Peter Thomas, ob er für drei Monate als Nationaltrainer der Public of China, ihre Boxer auf die Asien Meisterschaften vorbereiten könne. Grund der geplanten Anstellung war, dass die CTABA zwar seit 1973 besteht, jedoch hatte noch niemals einer ihrer Boxer bei Kontinental- oder Weltmeisterschaften auch nur eine einzige Medaille gewonnen. Die CTABA hatte aber die Ausrichtung der 8. Asienmeisterschaften unter 19 in Taiwan übernommen. Deshalb suchten sie einen erfahren internationalen Trainer, der in relativ kurzer Zeit das Leistungsniveau ihrer Boxer anheben konnte, um Medaillen zu erkämpfen. An den Asienmeisterschaften nahmen insgesamt 13 Länder teil. Die Boxer aus Chinese Taipei schlugen ein neues Kapitel dieser Meisterschaften auf, als sie aus dem Nichts kommend ihre Traumvorstellungen Realität werden ließen und unter der Betreuung von Hans-Peter Thomas mit einer Gold-, fünf Silber- und zwei Bronzemedaillen auf den 3. Platz in der Nationenwertung vorstießen und dabei prominente Boxländer wir Korea, Thailand, Japan, Indonesien, Mongolei und andere hinter sich ließen. Als Krönung wurde der Goldmedaillengewinner, Hsieh Min Pu, auch noch als bester Boxer des Turniers ausgezeichnet.
Vom 29. bis 30. Oktober 1996 führte Hans-Peter Thomas in Canberra/Australien seinen letzten Lehrgang im Sinne der Olympischen Solidarität durch.
Insgesamt arbeitete Hans-Peter Thomas als Trainer im Ausland zur praktischen und theoretischen Ausbildung auf 56 Lehrgängen in 27 Staaten auf 5 Kontinenten. Darüber hinaus kämpften die von ihm betreuten Boxer in Wettkämpfen und Spiele, internationale Turniere und Länderkämpfe 7× in 7 Ländern Afrikas, 2× in Ländern Asiens, 3× in Ländern Amerikas und 47× in 14 Ländern Europas.
Am 31. Dezember 1996 beendet Hans-Peter Thomas seine Karriere als Boxtrainer.